# (17184) Carlrogers
(17184) Carlrogers est un astéroïde de la ceinture principale.

## Description
(17184) Carlrogers est un astéroïde de la ceinture principale. Il fut découvert le 13 novembre 1999 à Fountain Hills (Arizona) par Charles W. Juels. Il présente une orbite caractérisée par un demi-grand axe de 3,06 UA, une excentricité de 0,07 et une inclinaison de 8,6° par rapport à l'écliptique.

## Compléments